# Томилин, Артём Игоревич
Артём Игоревич Томилин (род. 16 июля 1991, Москва) — российский хоккеист, нападающий.

## Биография
Занимался в московских хоккейных школах «Пингвины», «Крылья Советов», «Спартак», «Русь», «Химик» Воскресенск.
В сезоне 2007/08 дебютировал в команде первой лиги «Химик-2» Воскресенск. В следующем сезоне перешёл в «Крылья Советов», играл два года за первую команду в высшей лиге и за вторую команду — в первой лиге. Сезон 2010/11 начал в команде МХЛ «Крылья Советов» Дмитров, провёл один матч за «Крылья Советов» в ВХЛ, завершал сезон в «Рязани». Сезон 2011/12 начал в команде МХЛ «Капитан» Ступино, следующий сезон начал в казахстанской команде ВХЛ «Сарыарка» Караганда, также провёл два матча за «Сарыарку-2» в чемпионате Казахстана. Завершал сезон в «Капитане». Три сезона отыграл в ВХЛ за «Динамо» Балашиха (2013/14 — 2014/15) и «Рязань» (2015/16).
2 мая 2016 года подписал однолетний контракт с клубом КХЛ «Сочи», провёл 19 матчей в КХЛ и 20 — за фарм-клуб «Динамо» Санкт-Петербург в ВХЛ. 5 мая 2017 года продлил двустороннее соглашение на два года. 3 мая 2018 года продлил контракт ещё на год. 3 июля 2020 года расторг контракт по обоюдному согласию.
В сезоне 2020/21 не выступал. В сезоне 2021/22 провёл по три матча за тольяттинскую «Ладу» в ВХЛ и киевский «Сокол» в чемпионате Украины.
Окончил МИФКиС (2013). Тренер в хоккейном центре «Бросок».